# Полярная буря
«Полярная буря» (англ. Polar Storm; также известен под названием «Столкновение с кометой») — канадский телевизионный фильм-катастрофа режиссёра Пола Зиллера. В главной роли снимался Джек Коулман, звезда сериала «Герои». Премьерный показ состоялся 28 марта 2009 года на канале Syfy Universal.

## Сюжет
В 2009 году возле Земли пролетает большая комета Коперника, от которой отделяется внушительная часть и падает в Заполярье. Масштабным разрушениям подвергаются Канада, Аляска и российский Дальний Восток. Однако учёный-астрофизик Джеймс Мэйфилд из штата Вашингтон считает, что это только начало глобальной катастрофы — упавшая комета нарушила магнитное поле планеты, что приводит к тому, что Северный и Южный полюсы поменяются местами.
Джеймс пытается предать огласке свою теорию при помощи старого друга, телерепортёра Лу Ванетти. Правительство тщательно старается скрыть информацию о инверсии магнитного поля, и президент США, не желая поднимать панику, просит поговорить с Мэйфилдом его отца-генерала. Тем временем по всему миру проходят разрушительные землетрясения и электрические бури, в том числе и в родном городе Джеймса, в Линденвилле (англ. Lindenville), где живёт его семья. Если теория учёного верна, то в скором времени магнитное поле земли перестанет существовать и солнечная радиация уничтожит Землю. Чтобы справиться с проблемой, США обращается за помощью к России.

## В ролях
| Актёр                | Роль                                                            |
| -------------------- | --------------------------------------------------------------- |
| Джек Коулман         | учёный-астрофизик Джеймс Мэйфилд                                |
| Холли Элисса Дигнард | школьная учительница Синтия Мэйфилд жена Джеймса и мачеха Шейна |
| Тайлер Джонстон      | сын Джеймса и пасынок Синтии Шейн Мэйфилд                       |
| Дэвид Льюис          | телеведущий и репортёр Лу Ванетти                               |
| Эмма Лахана          | одноклассница Шейна Зои                                         |
| Терри Дэвид Маллиган | генерал Вооружённых сил США Мэйфилд отец Джеймса                |
| Роджер Р. Кросс      | президент Соединённых Штатов Америки                            |
| Курт Макс Рунте      | капитан российской подводной лодки Юленков                      |
| Скотт Листер         | одноклассник Шейна и бойфренд Зои Кевин                         |
| Джей Бразо           | научный советник президента доктор Элман                        |
| Дин Редман           | сержант Вооружённых сил США                                     |
| Брент Стейт          | капитан Национальной гвардии                                    |

## Производство
Съёмки проходили в 2008 году в окрестностях Ванкувера, Британская Колумбия, Канада.

## Критика
Немецкий журнал «TV Spielfilm» охарактеризовал фильм следующим образом:

Апокалиптическая чепуха с дешёвыми спецэффектами.— TV Spielfilm